# Лентероде
Лентероде (њем. Lenterode) општина је у њемачкој савезној држави Тирингија. Једно је од 89 општинских средишта округа Ајхсфелд. Према процјени из 2010. у општини је живјело 307 становника. Посједује регионалну шифру (AGS) 16061065.

## Географски и демографски подаци
Лентероде се налази у савезној држави Тирингија у округу Ајхсфелд. Општина се налази на надморској висини од 275 метара. Површина општине износи 4,2 km². У самом мјесту је, према процјени из 2010. године, живјело 307 становника. Просјечна густина становништва износи 72 становника/km².